# Hunedoara
Hunedoara é uma cidade e município da Roménia, no distrito de Hunedoara que fica a 16 km ao sul de Deva Possui 60.525 habitantes (2011).

## População
| 1912 | 1930 | 1948 | 1956  | 1966  | 1977  | 1992  | 2002  | 2011  |
| 4520 | 4600 | 7018 | 36498 | 69085 | 79630 | 81337 | 71380 | 60525 |